# Gaetano Bresci

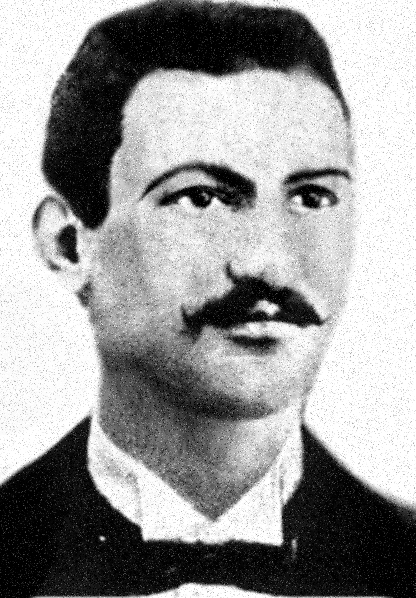
Gaetano Bresci

Gaetano Bresci (Coiano di Prato, 11 november 1869 – Santo Stefano, 22 mei 1901) was een Italiaans-Amerikaanse anarchist die in 1900 koning Umberto I van Italië vermoordde.
Hij werd geboren in Toscane en emigreerde al op jonge leeftijd naar de Verenigde Staten, waar hij werk vond als wever in Paterson, New Jersey. Daar kwam hij in aanraking met de Italiaans-anarchistische beweging. Hij ging meewerken aan het tijdschrift La questione sociale, dat door deze groep werd uitgegeven. Volgens de Amerikaanse anarchiste-feministe Emma Goldman was hij een getalenteerd wever, een harde werker bovendien, die van zijn spaarzame salaris zo veel mogelijk geld opzijlegde voor de anarchistische vereniging en de uitgave van La questione.
In 1898 leidden de enorme stijgingen van de broodprijzen overal in Italië tot demonstraties. In Milaan trok een grote groep demonstranten op naar het koninklijk paleis. Daar werden ze door het leger gemaand uiteen te gaan. Toen de demonstranten dit weigerden, openden de militairen het vuur. Bij deze actie kwamen negentig mensen om het leven, onder wie Gaetano's zuster. Koning Umberto I decoreerde vervolgens de generaal die het bevel had gegeven tot deze schietpartij. Hierop besloot Bresci de koning te doden. 
Met het geld dat hij in eerste instantie aan de krant had uitgeleend, en dat hij zonder opgaaf van reden terugvroeg, betaalde hij de overtocht. In Monza, waar de koning op dat moment een bezoek aflegde, schoot Gaetano driemaal op hem, waarna de koning overleed.
Gaetano werd daarop gearresteerd en na een rechtszaak veroordeeld tot levenslange dwangarbeid op het eiland Santo Stefano (een van de Pontijnse Eilanden). Hier werd hij in 1901 dood in zijn cel aangetroffen. Volgens de officiële lezing betrof het zelfmoord. Door zijn aanhangers werd aangenomen dat hij door zijn bewakers om het leven was gebracht.